# Vime

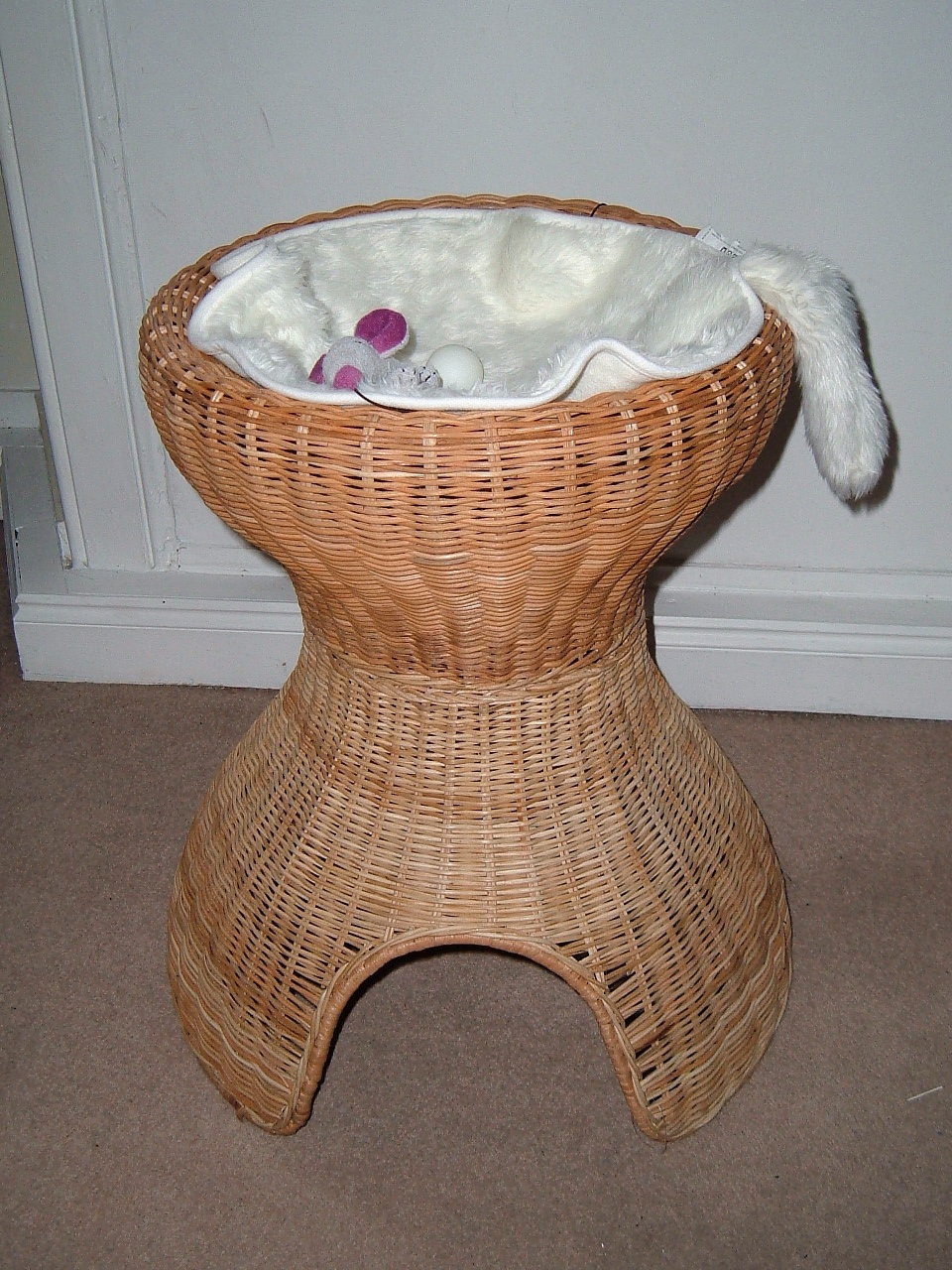
Cestaria artesanal de vime como cama de gato

Vime é uma haste ou vara nova e flexível de vimeiro que, após ser descascada e seca, é utilizada para fabricações de móveis, cestas, etc. Seu uso remonta, ao menos, o Antigo Egito (3200–30 a.C.), para produção de cestaria; há inclusive exemplos de cerâmica com decoração imitando o vime.

## Etimologia
O substantivo lusófono vime deriva do latim vimen. O substantivo anglófono, por sua vez, se pensa ter uma origem escandinava, pois vika em sueco significa dobrar, e vikker (sueco) e viger (danês) "salgueiro". Os termos escandinavos e o latino derivam, por sua vez, da raiz indo-europeia weik-.